# Basque (vêtement)
Pour les articles homonymes, voir Basque.

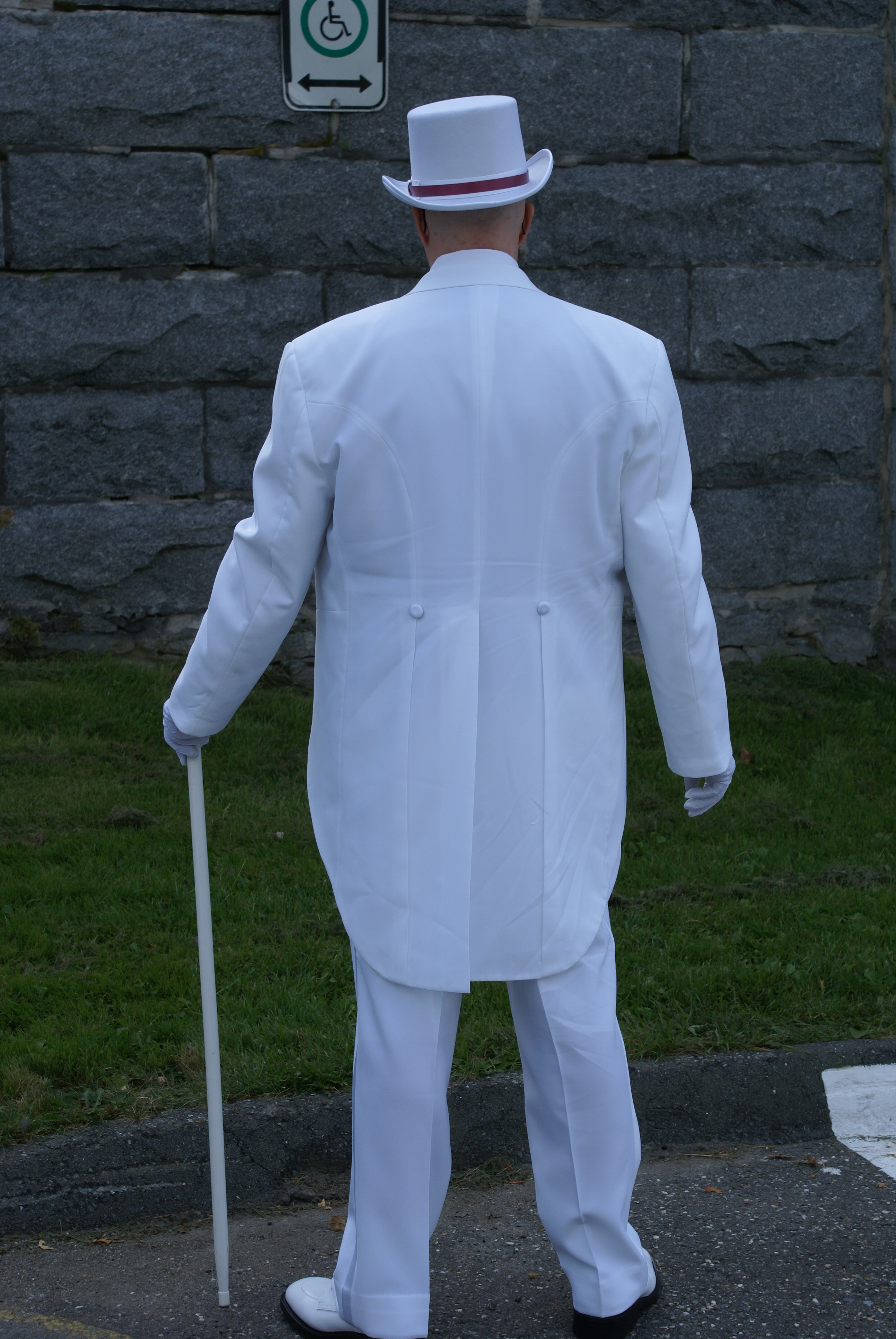
Une queue-de-pie.

Une basque est une partie découpée et tombante en dessous de la taille de certains vêtements, par exemple, le casaquin, le frac, la queue-de-pie.
On parle parfois des basques du costume pour désigner, sur le costume moderne, les pans du bas-dos.
On en parle généralement au pluriel comme dans les expressions « Lâche-moi les basques », sinon les baskets, ou surtout : coller aux basques (de quelqu'un).
La veste « Bar » du New Look est, en 1947, pourvue d'une basque.